# Erzbistum Udine
Das Erzbistum Udine (lat.: Archidioecesis Utinensis, ital.: Arcidiocesi di Udine) ist ein Metropolitanbistum der römisch-katholischen Kirche in Italien mit Sitz in Udine. Es umfasst die Stadt sowie einen Teil der ehemaligen Provinz Udine.
Die Diözese wurde am 6. Juli 1751 von Papst Benedikt XIV. gegründet, als das Patriarchat von Aquileia aufgelöst wurde. Ein Teil des Patriarchats von Aquileia wurde zum Erzbistum Görz, das unter Habsburger Herrschaft stand. Das verbleibende Gebiet bildete das Erzbistum Udine unter Einfluss Venedigs. Von 1818 bis 1847 war die Diözese Suffraganbistum des Patriarchen von Venedig. Papst Pius IX. erhob Udine am 14. März 1847 erneut zum Erzbistum und unterstellte es direkt dem Heiligen Stuhl. Schutzpatrone der Diözese sind die Heiligen Hermagoras und Fortunatus. Die Erzbischöfe von Udine genießen das Recht, den Legatenpurpur zu tragen, weshalb in ihrem Wappen die Innenseite des Prälatenhutes in Rot gefärbt ist.